# Jackson P. Hershbell
Jackson Paul Hershbell (* November 1935 in Northampton, Pennsylvania) ist ein US-amerikanischer Klassischer Philologe und Philosophiehistoriker auf dem Gebiet der antiken Philosophie.

## Leben
Hershbell studierte am Lafayette College (B.A. 1955), der University of Pennsylvania (M.A. 1956) und der Harvard University (PhD 1964). Er wurde 1966 Assistant Professor an der University of North Dakota, von 1969 bis zu seinem Ruhestand war er Professor für Klassische Philologie mit den Schwerpunkten antike Philosophie und griechische Literatur an der University of Minnesota.
Jackson P. Hershbell arbeitet vor allem zur griechischen Philosophie: zu Iamblichos von Chalkis, dem Pseudo-Platonicum Axiochos, zu Plutarch und Epiktet sowie zur Form der platonischen Dialoge.

## Schriften (Auswahl)
- mit Emma C. Clarke, John M. Dillon (Hrsg.): Iamblichus. On the Mysteries. SCM Press, 2003, ISBN 1-58983-058-X.
- Plutarch. In: Friedo Ricken (Hrsg.): Philosophen der Antike II. Kohlhammer, Stuttgart, Berlin, Köln 1996, ISBN 3-17-012720-9, S. 169–183.
- Epiktet. In: Friedo Ricken (Hrsg.): Philosophen der Antike II. Kohlhammer, Stuttgart, Berlin, Köln 1996, ISBN 3-17-012720-9, S. 184–198.
- Reflections on the Orality and Literacy of Plato’s Dialogues. In: Francisco J. Gonzalez (Hrsg.): The Third Way. Lanham 1995, S. 25–39.
- The Stoicism of Epictetus. In: Aufstieg und Niedergang der römischen Welt. Band II 36.3. De Gruyter, Berlin/New York 1989, ISBN 3-11-010393-1, S. 2148–2163.
- (Hrsg.): Pseudo-Plato, Axiochus. Scholars Press, Chico 1981, ISBN 0-89130-354-5 (griechischer Text nach der Ausgabe von Souilhé ohne kritischen Apparat, englische Übersetzung, Einleitung und Kommentar).
- mit Eric A. Havelock (Hrsg.): The Alphabetization of Homer. Communication Arts in the Ancient World. New York: Hastings House 1978.
- Empedocles’ oral style. In: The Classical Journal 63, 1967–68, S. 351–357.